# مقاطعة نورييلاند
مقاطعة نوردلاند هي إحدى مقاطعات الدانمارك السابقة.

## أعلام
- جينز أوتو كراغ